# Eddie Butler (chanteur)
 (avril 2021).
Si vous disposez d'ouvrages ou d'articles de référence ou si vous connaissez des sites web de qualité traitant du thème abordé ici, merci de compléter l'article en donnant les références utiles à sa vérifiabilité et en les liant à la section « Notes et références ».
Pour les articles homonymes, voir Eddie Butler et Butler.
Eddie Butler, ou Eddie Butler Ammiram Ben Yishay (1971-), est un chanteur né à Dimona en Israël, dans une famille de 11 enfants originaire de Chicago (États-Unis).
En 1999, Eddie représente une première fois son pays au Concours Eurovision de la chanson 1999 au sein du groupe Eden. Sa chanson Happy Birthday termine cinquième du classement avec 93 points.
Il représentera une seconde fois son pays avec beaucoup moins de succès au Concours Eurovision de la chanson 2006 avec Ze hazman pour terminer, juste derrière la France avec seulement 4 points en 23e position.
Il est membre de la communauté de l'African Hebrew Israelite Nation of Jerusalem, un groupe religieux afro-américain installé en Israël. Il s'est converti au judaïsme traditionnel.